# Ranunculus trilobus
Ranunculus trilobus är en ranunkelväxtart som beskrevs av René Louiche Desfontaines. Ranunculus trilobus ingår i släktet ranunkler, och familjen ranunkelväxter. Utöver nominatformen finns också underarten R. t. rhoeadifolius.

## Bildgalleri

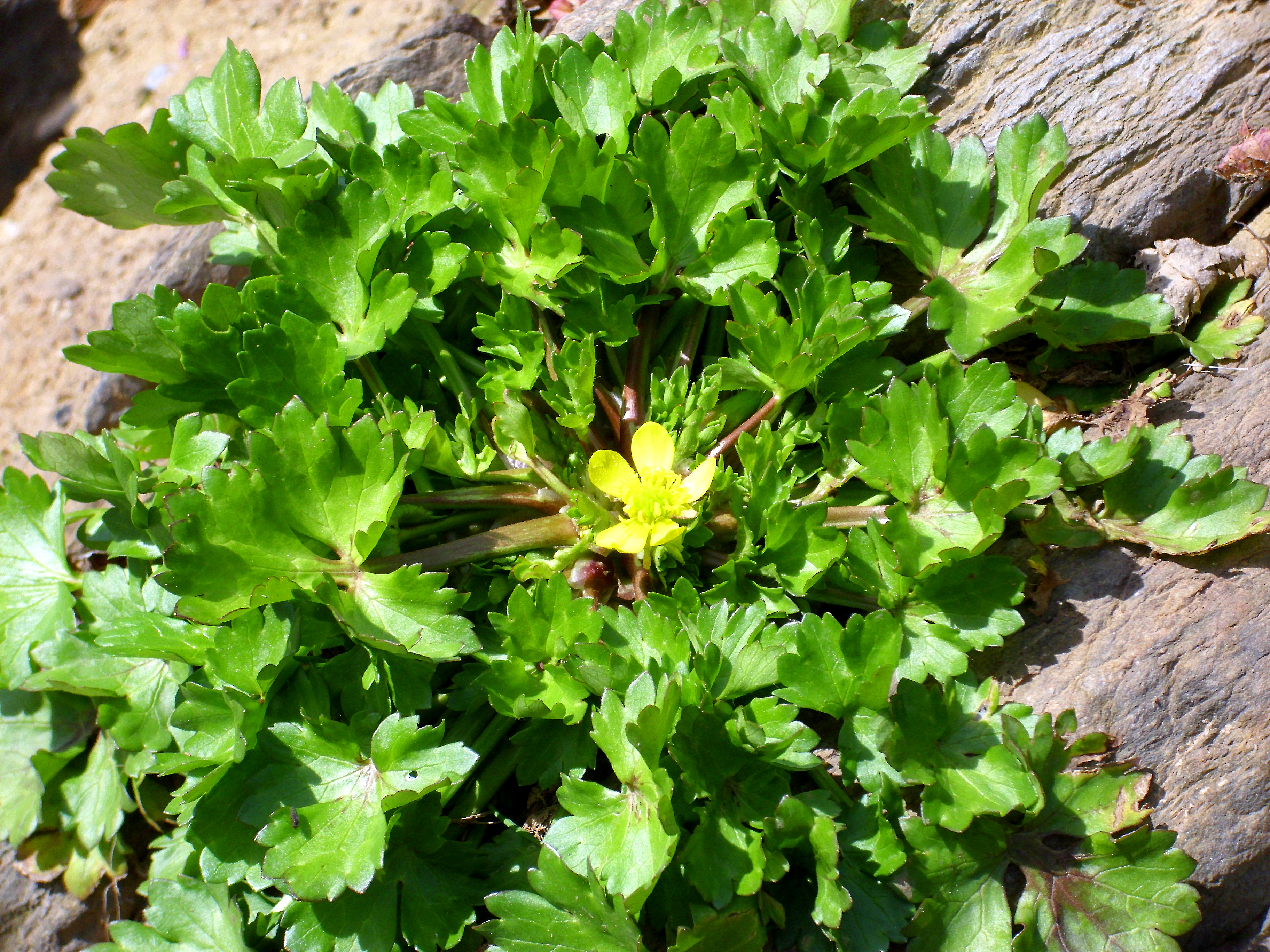
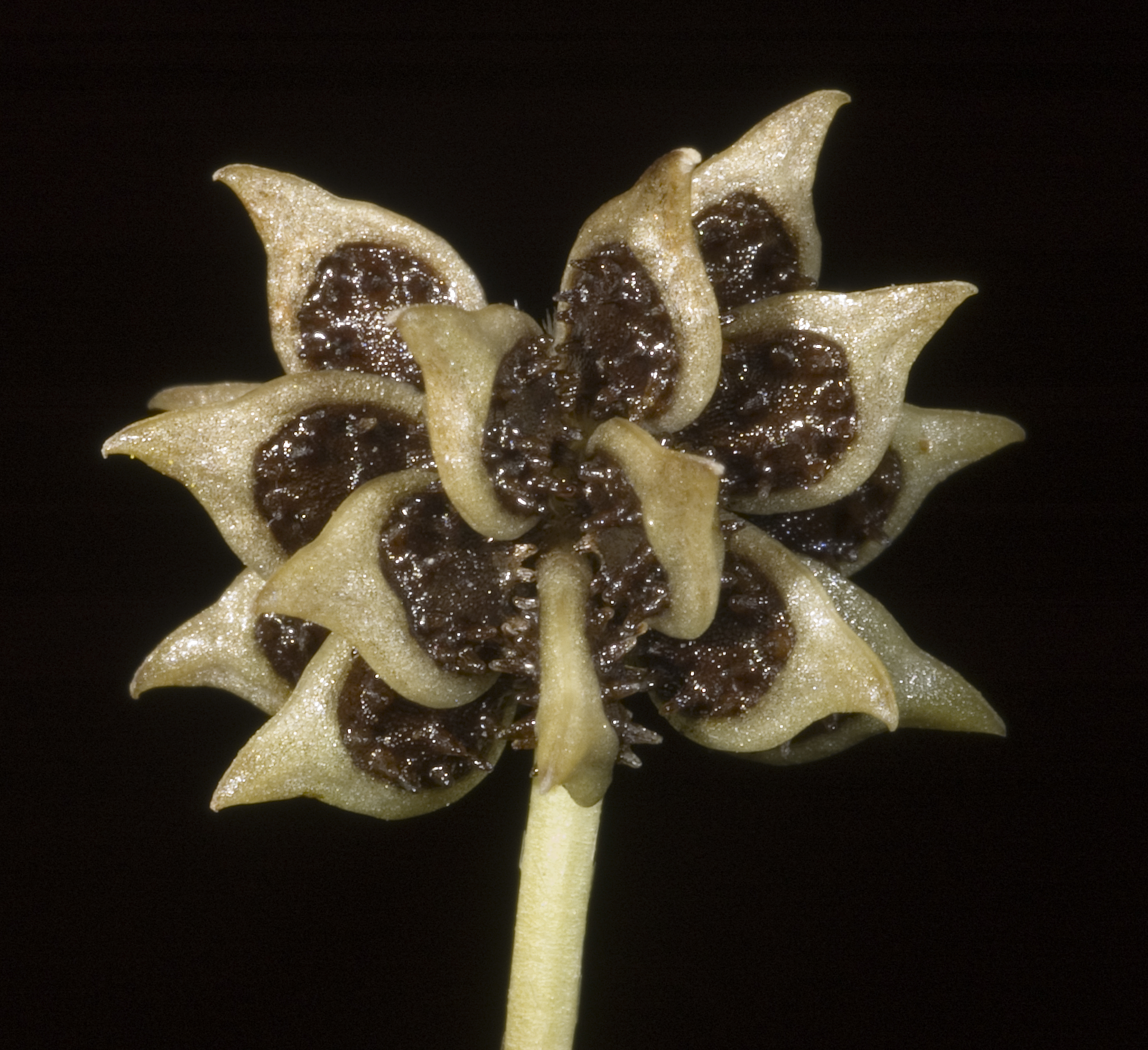